# ماری دو ویشی شرمون
ماری دو ویشی شرمون (به فرانسوی: Marie de Vichy-Chamrond, marquise du Deffand) نویسنده قرن هفدهم میلادی اهل فرانسه است.